# Stèle de Minnakht

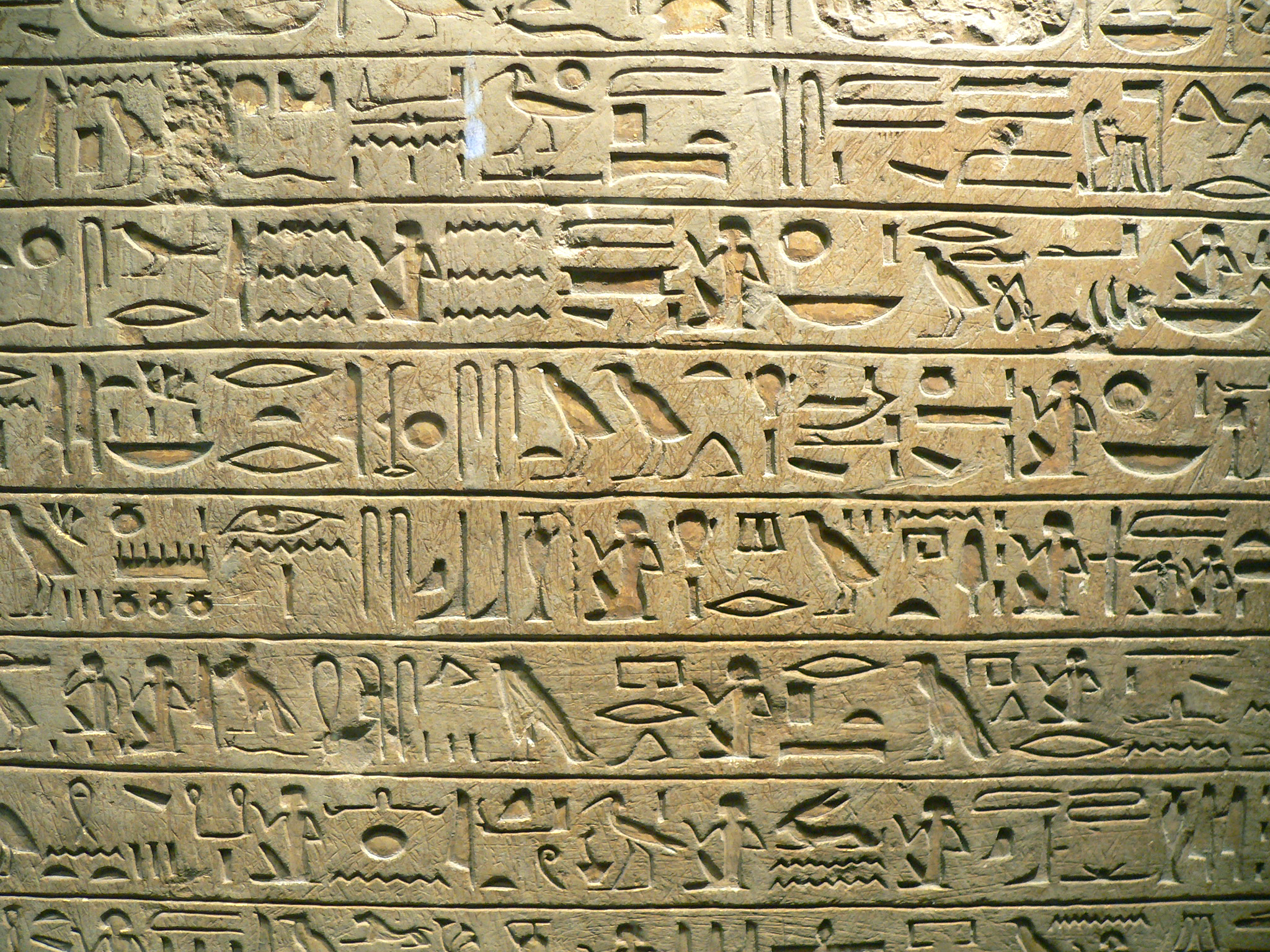
Détail de la stèle de Minnakht

La stèle de Minnakht, chef des scribes à Akhmîm sous le règne de Aÿ (XVIIIe dynastie) a été trouvée à Akhmîm. Elle est exposée au musée du Louvre, aile Sully, 1er étage, salle 26, sous la référence C55. En calcaire, elle mesure 1,48 mètre par 0,89 mètre.